# Psittacosauridae

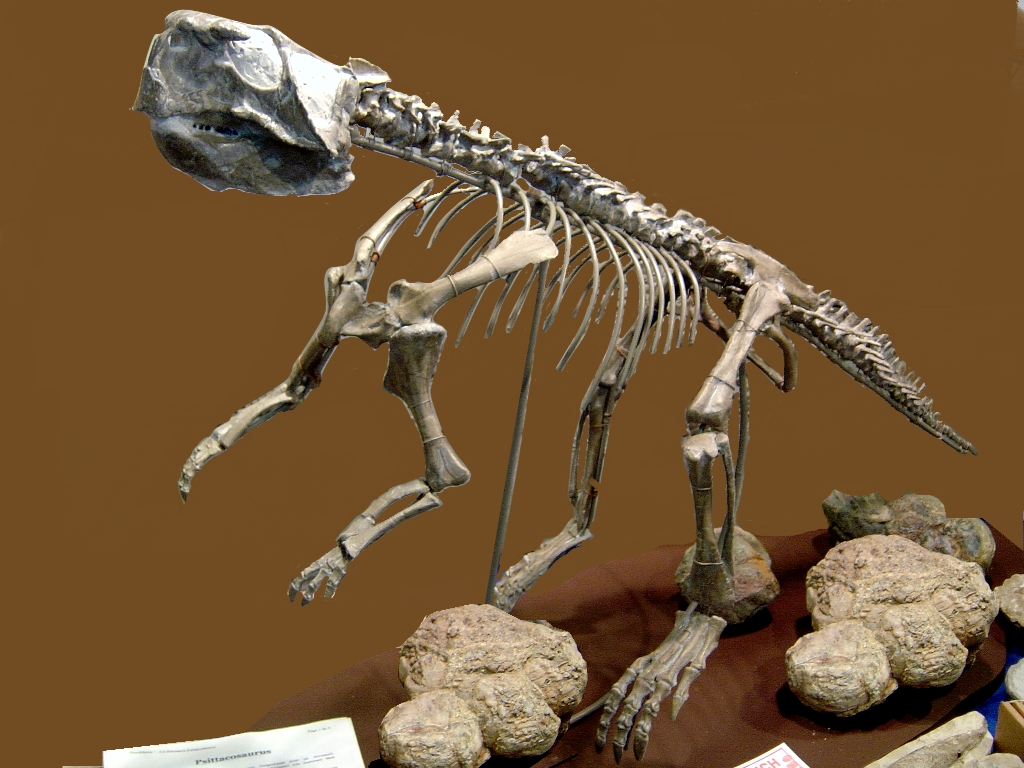
Psittacosaurus

De Psittacosauridae zijn een groep dinosauriërs behorend tot de Ceratopia.
De naam Psittacosauridae werd in 1923 voor het eerst door Osborn gegeven aan een familie om Psittacosaurus een plaats te geven. In 2005 gaf Paul Sereno de eerste exacte definitie als klade: de groep bestaande uit Psittacosaurus mongoliensis en alle soorten nauwer verwant aan Psittacosaurus dan aan Triceratops horridus.
De Psittacosauridae zijn per definitie een zustergroep van de Neoceratopia. De groep bevindt zich vermoedelijk maar niet per definitie in de Ceratopia en bestaat voor zover bekend uit kleine plantenetende vormen uit Azië die tijdens het Vroege Krijt, van 125 tot 100 miljoen jaar geleden (Aptien-Albien) leefden.
Hongshanosaurus is het enige andere bekende geslacht. Er wordt vaak gesuggereerd dat de Psittacosauridae qua morfologie het dichtst bij de laatste gemeenschappelijke voorouder van de Ceratopia staan: klein van stuk met wel een snavel maar zonder nekschild. De groep heeft echter ook geheel eigen kenmerken. Een kennelijke synapomorfie is de reductie van het aantal vingers.